# 王唯众

王唯众（1945年11月—2022年1月2日），山东龙口人，汉族，中华人民共和国政治人物、第十一届全国人民代表大会辽宁地区代表。中共十五大、十六大、十七大代表。中共第十五、十六届中央纪律检查委员会委员。
毕业于清华大学动力机械系锅炉专业。1973年8月加入中共，1995年，担任辽宁省丹东市委书记。1997年9月，升任辽宁省委常委、省纪委书记。2001年，兼任辽宁省委副书记。2008年起担任全国人大代表。